# Remy Ma
Reminisce Mackie (nhũ danh: Smith sinh ngày 30/5/1980), nghệ danh: Remy Ma, là nữ rapper người Mỹ. Năm 2006, cô ra mắt album đầu tay There's Something About Remy: Based on a True Story, đạt hạng 33 trên bảng xếp hạng Billboard 200.

## Giải thưởng và đề cử

### Giải BET
| Năm  | Đối tượng đề cử   | Hạng mục                   | Kết quả   | Ct.   |
| ---- | ----------------- | -------------------------- | --------- | ----- |
| 2005 | Remy Ma           | Best Female Hip-Hop Artist | Đoạt giải | [ 4 ] |
| 2006 | Remy Ma           | Best Female Hip-Hop Artist | Đề cử     | [ 4 ] |
| 2016 | Remy Ma           | Best Female Hip-Hop Artist | Đề cử     | [ 5 ] |
| 2017 | Remy Ma           | Best Female Hip-Hop Artist | Đoạt giải | [ 6 ] |
| 2017 | Fat Joe & Remy Ma | Best Duo/Group             | Đề cử     | [ 6 ] |

### Giải BET Hip Hop
| Năm  | Đối tượng đề cử  | Hạng mục                   | Kết quả   | Ct.   |
| ---- | ---------------- | -------------------------- | --------- | ----- |
| 2016 | "All the Way Up" | Best Hip-Hop Video         | Đề cử     | [ 7 ] |
| 2016 | "All the Way Up" | Best Collabo, Duo or Group | Đoạt giải | [ 7 ] |
| 2016 | "All the Way Up" | People's Champ Award       | Đề cử     | [ 7 ] |

### Giải Soul Train Music
| Năm  | Đối tượng đề cử  | Hạng mục            | Kết quả   | Ct.   |
| ---- | ---------------- | ------------------- | --------- | ----- |
| 2016 | "All The Way Up" | Rhythm & Bars Award | Đoạt giải | [ 8 ] |
| 2016 | "All The Way Up" | Best Collaboration  | Đoạt giải | [ 8 ] |

### Giải Grammy
| Năm  | Đối tượng đề cử  | Hạng mục                               | Kết quả | Ct.   |
| ---- | ---------------- | -------------------------------------- | ------- | ----- |
| 2005 | "Lean Back"      | Best Rap Performance by a Duo or Group | Đề cử   | [ 9 ] |
| 2016 | "All the Way Up" | Best Rap Song                          | Đề cử   | [ 9 ] |
| 2016 | "All the Way Up" | Best Rap Performance                   | Đề cử   | [ 9 ] |